# Arctic Green Food
Arctic Green Food var en grønlandsk virksomhed, som drev køb og videreforædling af mad. Den havde hovedkontor i Maniitsoq.
Selskapet var en del af KNI, og var tidligere en egen virksomhed under navnet Nuka A/S, etableret i 1998. Grønlands Hjemmestyre besluttede i 2004, at Nuka A/S skulle overtages af KNI fra 1. januar 2005. 
Arctic Green Food viste sig imidlertid at blive en økonomisk byrde for KNI med et underskud på 37,3 millioner kroner i 2006. KNI har derfor solgt ud af selskabet. 1. april 2007 blev selskabets virksomheder i Julianehåb, Nanortalik og Kuummiut derfor solgt til Arctic Prime Fisheries, samtidig med at virksomhederne i Niaqornaarsuk, Ikerasaarsuk, Kangaatsiaq, Sarfannguaq, Itilleq, Kangaamiut, Atammik, Godthåb, Fiskenæsset og Arsuk blev solgt til Royal Greenland. 
De resterende anlæg i Thule, Savissivik, Akunnaaq, Ikamiut, Attu, Søndre Strømfjord, Sukkertoppen, Napasoq, Qassimiut, Eqalugaarsuit,Tasiusaq, Aappilattoq og Scoresbysund er solgt til tidligere ansatte i Arctic Green Food og var nu et privat selskab, der fortsatte under det gamle navn.

## Links
- Officiel hjemmeside Arkiveret 28. september 2007 hos  Wayback Machine